# John Bedford Lloyd
Pour les articles homonymes, voir Lloyd.
John Bedford Lloyd est un acteur américain, né le 2 janvier 1956 à New Haven (Connecticut).

## Biographie
Au cinéma, le premier film de John Bedford Lloyd est Un fauteuil pour deux de John Landis (avec Dan Aykroyd et Eddie Murphy), sorti en 1983. Suit à ce jour une vingtaine d'autres films, américains ou en coproduction.
Mentionnons aussi Abyss de James Cameron (1989, avec Ed Harris et Mary Elizabeth Mastrantonio), Philadelphia de Jonathan Demme (1993, avec Tom Hanks et Denzel Washington), La Mort dans la peau de Paul Greengrass (2004, avec Matt Damon et Franka Potente), ou encore Wall Street : L'argent ne dort jamais d'Oliver Stone (2010, avec Michael Douglas et Shia LaBeouf).
Pour la télévision, à ce jour, il apparaît dans trente-six séries à partir de 1983, dont La Loi de Los Angeles (deux épisodes, 1989-1993), New York, police judiciaire (trois épisodes, 1992-2005) et Blue Bloods (deux épisodes, 2011).
À ce jour également, John Bedford Lloyd contribue à six téléfilms, dont L'Honneur d'un Marine de Ross Katz (2009, avec Kevin Bacon et Tom Aldredge) et Muhammad Ali's Greatest Fight de Stephen Frears (2013, avec Christopher Plummer et Frank Langella).
Par ailleurs acteur de théâtre, il joue notamment à Broadway (New York), dans trois pièces jusqu'à présent, la dernière étant Le Tartuffe ou l'Imposteur de Molière, représentée en 2003 (avec Henry Goodman dans le rôle-titre et Brian Bedford).

## Filmographie partielle

### Cinéma
- 1983 : Un fauteuil pour deux (Trading Places) de John Landis : Andrew
- 1984 : CHUD (C.H.U.D.) de Douglas Cheek : l'homme de l'ombre
- 1987 : Les vrais durs ne dansent pas (Tough Guys Don't Dance) de Norman Mailer : Wardley Meeks III
- 1988 : Izzy et Sam (Crossing Delancey) de Joan Micklin Silver : Nick
- 1989 : Abyss (The Abyss) de James Cameron : Jammer Willis
- 1990 : Waiting for the Light de Christopher Monger : le révérend Stevens
- 1991 : Hit Man, un tueur de Roy London : Dr Jameson
- 1993 : Philadelphia de Jonathan Demme : Matt Beckett
- 1995 : Fair Game d'Andrew Sipes : le détective Louis Aragon
- 1995 : Nixon d'Oliver Stone : l'homme de Cuba
- 1996 : Killer : Journal d'un assassin (Killer: A Journal of Murder) de Tim Metcalfe : Dr Karl Menninger
- 2001 : Super Troopers de Jay Chandrasekhar : le major Timber
- 2001 : Écarts de conduite (Riding in Cars with Boys) de Penny Marshall : M. Forrester
- 2004 : La Mort dans la peau (The Bourne Supremacy) de Paul Greengrass : Teddy
- 2004 : Un crime dans la tête (The Manchurian Candidate) de Jonathan Demme : Jay « J. B. » Johnston
- 2005 : Winter Passing d'Adam Rapp : Leontes
- 2006 : Faussaire (The Hoax) de Lasse Hallström : Frank McCullough
- 2010 : 13 de Gela Babluani : Mark
- 2010 : Wall Street : L'argent ne dort jamais (Wall Street: Money Never Sleeps) d'Oliver Stone : le Secrétaire du Trésor
- 2018 : Front Runner : Le Scandale (The Front Runner) de Jason Reitman : David Broder
- 2025 : Plainclothes de Carmen Emmi : Lt. Sollars

### Télévision
Séries
- 1983 : The Edge of Night, feuilleton, épisode(s) indéterminé(s) : Walter Gantz
- 1984 : Alice
  - Saison 8, épisode 13 Jolene Throws a Curve de Marc Daniels : Buzz
- 1984 : Les Enquêtes de Remington Steele (Remington Steele)
  - Saison 2, épisode 17 Un faux dur (Molten Steele) de Christopher Hibler : Tommy Montague
- 1988 : Equalizer (The Equalizer)
  - Saison 3, épisode 14 Chantage à la vidéo (Video Games) de James A. Contner et épisode 21 La Course du loup (Target of Choice) : le procureur de district Francis Scanlon
- 1989-1993 : La Loi de Los Angeles (L. A. Law)
  - Saison 3, épisode 13 Le Pouvoir à tout prix (Barstow Bound, 1989) : Duane
  - Saison 8, épisode 5 Vingt-cinq ans après (The Green, Green Grass of Home, 1993) : Mitch Gelleher
- 1992-2005 : New York, police judiciaire (Law and Order)
  - Saison 2, épisode 14 Un sang révélateur (Blood Is Thicker, 1992) : Jonathan Ryder
  - Saison 7, épisode 6 Au nom de la science (Double Blind, 1996) de Christopher Misiano : Dr Christian Varick
  - Saison 16, épisode 8 Frères d'armes (New York Minute, 2005) de Don Scardino : l'avocat de Prentiss
- 1993 : SeaQuest, police des mers (SeaQuest DSV)
  - Saison 1, épisode 10 Le Centre de l'univers (The Regulator) : le régulateur
- 1996-2000 : Spin City
  - Saison 1, épisode 6 Une étoile est née (A Star Is Born, 1996) : Dr Bronsteen
  - Saison 4, épisodes 25 et 26 Adieu Mike, 1re et 2e parties (Goodbye, Parts I & II, 2000) d'Andy Cadiff : Wayne Sheridan
- 1999 : À la Maison-Blanche (The West Wing)
  - Saison 1, épisode 2 Tout découle de tout (Post Hoc, Ergo Propter Hoc) de Thomas Schlamme : Lloyd Russell
- 1999 : Un agent très secret (Now and Again)
  - Saison unique, épisode 6 Sans peur (Nothing to Fear, But Nothing to Fear) de Timothy Van Patten : rôle non spécifié
- 2000 : Enquêtes à la une (Deadline)
  - Saison unique, épisode 4 Sympathie pour le diable (Daniel in the Lion's Den) de Don Scardino : Danny Minton / Phil O'Hare
- 2001 : La Force du destin (All My Children), feuilleton, épisode(s) indéterminé(s) : Warren Dunn
- 2004 : New York, unité spéciale (Law and Order: Special Victims Unit)
  - Saison 6, épisode 5 La Vérité sous silence (Outcry) : Mike Tucker
- 2007 : Traveler : Ennemis d'État (Traveler)
  - Saison unique, épisode 1 Voyage initiatique (Pilot) de David Nutter : rôle non spécifié
- 2008 : John Adams, mini-série, épisode 1 S'unir ou punir (Join or Die) de Tom Hooper : Richard Palmes
- 2009 : Life on Mars
  - Saison unique, épisode 9 El diablo (The Dark Side of the Mook) de Rick Rosenthal : l'interrogateur
- 2009-2010 : Three Rivers
  - Saison unique, épisode 5 Un seul être vous manque (Alone Together, 2009) et épisode 9 L'Ironie du sort (Win-Loss, 2010) de Daniel Attias : Dr Yorn
- 2011 : Blue Bloods
  - Saison 1, épisode 14 Mortelle Saint-Valentin (My Funny Valentine) de John Polson et épisode 15 Le Bon Fils (Dedication) de Jan Eliasberg : Vincenzo
- 2011 : Suits : Avocats sur mesure (Suits)
  - Saison 1, épisode 1 Avocat à son insu (Pilot) : Gerald
- 2011 : Pan Am
  - Saison unique, épisode 9 Entente cordiale à Londres (Kiss Kiss Bang Bang) de John Fortenberry : le capitaine Dennis
- 2012 : Political Animals, mini-série, épisode 5 16 Hours de Tucker Gates : Hal
- 2012 : Person of Interest
  - Saison 2, épisode 10 Justice pour tous (Shadow Box) de Stephen Surjik : Philip Chapple
- 2013 : Elementary
  - Saison 1, épisode 23 Irène (The Woman) : le lieutenant
- 2014 : Unforgettable
  - Saison 2, épisode 10 Un grain de sable (East of Islip) d'Oz Scott : George Mortimer
- 2014 : The Americans
  - Saison 2, épisode 5 L'Échange (The Deal) de Daniel Attias : Jim Halliwell
- 2014 : The Good Wife
  - Saison 5, épisode 16 le Dernier Appel (The Last Call) : Bob Klepper
- 2014 : Chicago Police Department (Chicago P.D.)
  - Saison 2, épisode 2 Question de confiance (Get My Cigarettes) : Don Enrietto
- 2014-2015 : Madam Secretary
  - Saison 1, épisode 2 Another Benghazi (2014) de David Semel et épisode 14 Whisper of the Ax (2015) d'Eric Stoltz : Everard Burke

Téléfilms
- 1999 : L'Affaire Noah Dearborn (The Simple Life of Noah Dearborn) de Gregg Champion : Robert Murphy
- 2009 : L'Honneur d'un Marine (Taking Chance) de Ross Katz : le général Kruger
- 2013 : Muhammad Ali's Greatest Fight de Stephen Frears : Byron « Whizzer » White

## Théâtre à Broadway
- 1990 : Some American Abroad de Richard Nelson : Philip Brown
- 1999-2000 : The Rainmaker de N. Richard Nash : Noah Curry
- 2003 : Le Tartuffe ou l'Imposteur (Tartuffe) de Molière, adaptation de Richard Wilbur : Cléante